# 浜名湖レイクサイドウェイ
浜名湖レイクサイドウェイ（はまなこレイクサイドウェイ）は、浜名湖の大崎半島を縦断する延長5kmの道路。静岡県湖西市横山から同浜松市浜名区三ケ日町都筑を結ぶ。
元々は静岡県道路公社が管理する有料道路であったが、2007年（平成19年）4月1日に無料開放され、静岡県道310号瀬戸佐久米線のバイパスとなった。

## 利用
走行中、南北に湖を望むことができる景観の優れた道路であり、浜名湖周辺のドライブで主に利用される観光用道路としての位置付けもあるが、地元の産業用道路としての活用も視野に入れられている。

## 沿革
- 1968年4月：開通[2]。
- 2007年4月1日：無料化[2]。

## 接続道路
- 国道301号（瀬戸トンネル南交差点）
- 国道362号（都筑交差点）
- 静岡県道85号三ヶ日インター線（都筑交差点 - 東名高速道路三ヶ日IC）

## 通行料
これは、無料開放される前の通行料金である。無料開放後の現在は、以下の通行料金は発生していない。
- 軽自動車・小型自動車・普通自動車：150円
- 二輪自動車：100円
- マイクロバス・路線バス：420円
- その他バス型：620円
- 大型貨物車：620円